# El Gayo Vallecano

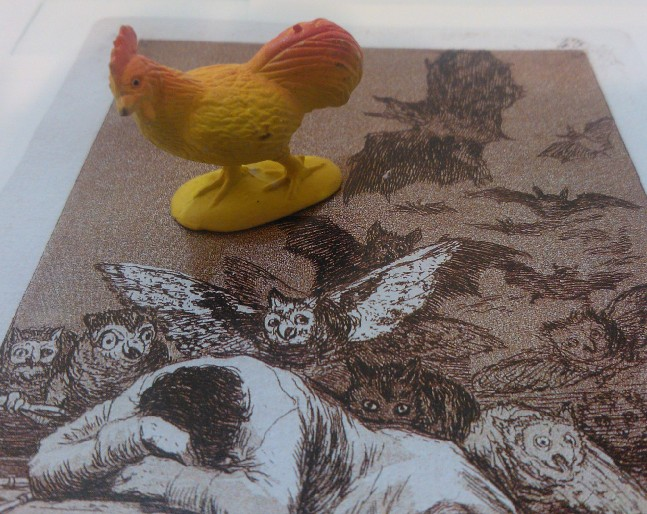
"El Gayo Vallecano" (logo goyesco).

El Gayo Vallecano fue un colectivo cultural fundado en 1978 por Juan Margallo, Fermín Cabal y Luis Matilla en el barrio madrileño de Vallecas, en un intento de descentralización teatral.
En torno a la personalidad de un grupo estable de teatro, El Gayo Vallecano estuvo activo entre 1978 y 1983, como lugar de encuentro donde, además de los montajes teatrales, se organizaron cursos para niños y adultos, de fotografía, de alfarería y cerámica, conciertos (como el bautizo del grupo de folk-rock Suburbano), encuentros políticos, reuniones de familiares de presos, etc. También albergó a la Cooperativa de Teatro "El Espolón del Gallo", dio salida al premio de teatro El Gayo Vallecano y a proyectos como la Feria Mágica, que Margallo y Matilla trasladaron y desarrollaron con autores autóctonos en Cuba, Rusia y Venezuela.

## Historia
En el equipo fundacional de la asociación, además de los citados Margallo, Cabal y Matilla, estaban los integrantes del grupo de teatro independiente El Búho (anterior proyecto de Margallo) y antiguos componentes del grupo Tábano como Petra Martínez, Paco Heras, Alfredo Alonso, Luis Mendo, y el también músico vallecano Luis Pastor.
El objetivo de sus actividades eran los más de 400.000 habitantes que en 1978 poblaban el popular barrio de la capital española. La Sala El Gayo Vallecano se inauguró en el otoño de ese año. El primer espectáculo programado fue la obra teatral de Salvador Távora Herramientas, a cargo de La Cuadra de Sevilla (una pieza de cante flamenco y sabor popular), el 30 de noviembre de 1978. Entre el público se encontraba el poeta Rafael Alberti. La sala funcionó como teatro estable durante cinco años, asociada al Centro Cultural Ciudadano Fuenteovejuna.
En el programa de partida también figuró la puesta en marcha de una serie de cursillos. Entre los profesionales encargados que se ofrecieron a participar estaban: José Monleón y Moisés Pérez Coterillo (para el "Análisis de espectáculos"; Antonio Malonda e Irina Kuberskaya (curso de interpretación); José Luis Asunción y Yelena Samarina (curso de ortofonía y voz); Jerónimo López Mozo (curso de dramaturgia); Carlos Bernal (curso de creación colectiva); Gerardo Vera (curso de escenografía y diseño); Pedro Ojesto (curso de música); Teresa Sánchez (curso de expresión corporal); Roberto Turégano (curso de diseño gráfico); Ángel Redondo (curso de realización, decorados y atrezzo; Paca Ojea (curso de improvisación); Marcelo Ruibal (curso de mimo); Isabel González (curso de producción teatral); Paco Heras (curso de dirección); Andrés Muñoz ( fotografía y cine); Teresa Valentín (curso de teatro infantil); Teresa Sánchez (curso de danza); Felipe Gallego (curso de iluminación); y Ángel García Pintado (curso de periodismo). Además de un curso de títeres con el grupo Libélula y el equipo Malasaña; otro curso de imagen, a cargo de Luis Matilla; y otro de cerámica, por Elena Luis Santolaria.
Otras propuestas del colectivo fueron: la convocatoria del premio de teatro "El Gayo Vallecano", que en sus contadas convocatorias ganaron: Galerín (1980), del sevillano Pedro Álvarez-Ossorio; y La estanquera de Vallecas (1981), de Alonso de Santos, más tarde llevada al cine por Eloy de la Iglesia. También sirvió de plataforma a la Cooperativa de Teatro "El Espolón del Gallo", dirigida por Francisco Heras. 
El 9 de enero de 1984, El Gayo Vallecano "dejó de despertar al pueblo de Vallecas". Su montaje de despedida fue una pieza para títeres de cachiporra escrita en 1930 por Federico García Lorca, El retablillo de Don Cristóbal.
El proyecto vallecano se abrió durante la alcaldía de Enrique Tierno Galván y se cerró durante la de José María Álvarez del Manzano. Poco después desapareció otro local de larga tradición teatral en Madrid, la Sala Cadarso.
Resucitado por las Asociaciones Vecinales del barrio de Vallecas, el fantasma del Gayo Vallecano se echó a la calle durante la Presidencia de la Asamblea de Madrid de Esperanza Aguirre. Ese proceso se recuerda con el valor de un símbolo en dicho barrio de Madrid.